# ایلیانویل
ایلیانویل (به فرانسوی: Aillianville) یک کمون در فرانسه است که در دپارتمان اوت-مارن در ناحیه گرانت است واقع شده‌است.

## خصوصیات
ایلیانویل ۲۳٫۶۳ کیلومترمربع مساحت و ۱۶۲ نفر جمعیت دارد و ۴۲۸ متر بالاتر از سطح دریا واقع شده‌است.